# كريس كولومبوس
كريس جوزيف كولومبوس (بالإنجليزية: Chris Columbus)‏ (من مواليد 10 سبتمبر عام 1958) هو مخرج ومنتج وكاتب أمريكي، اشتهر بعمله في الأفلام العائلية والعاطفية. وُلد كولومبوس في سبانغلر، بنسلفانيا، درس السينما في مدرسة تيش العليا للفنون. أخرج لأول مرة فيلم كوميديا للمراهقين، مغامرات في مجالسة الأطفال (1987)، بعد كتابة النصوص السينمائية لـ غريملينز (1984) والغونيس ((1985. نال كولومبوس اهتمامًا خاصًا بعد فترة وجيزة من خلال الفيلم الدرامي الكوميدي الناجح للغاية في عيد الميلاد وحيد في المنزل (1990) ووحيد في المنزل 2: ضائع في نيويورك (1992)، رشحاه الفيلمان كلاهما لجوائز الأوسكار وجوائز غولدن غلوب.
كان الفيلم الكوميدي السيدة داوتفاير (1993)، بطولة روبن ويليامز، نجاحاً آخر في شباك التذاكر لكولومبوس. استمر في إخراج الأفلام، مثل: تسعة شهور (1995) وزوجة الأب (1998) ورجل المائتي عام (1999)، والذين قوبلوا باستقبال فاتر. كانت أعظم نجاحاته التجارية هاري بوتر وحجر الفيلسوف (2001) والجزء الثاني، هاري بوتر وغرفة الأسرار (2002). أخرج أيضًا بيرسي جاكسون والأولمبيين: لص البرق (2010)، وهو نجاح مالي حاسم آخر. أنتج كولومبوس عددًا من الأفلام، بما في ذلك هاري بوتر وسجين أزكابان (2004) وليلة في المتحف (2006) والمساعدة (2011)، اُستقبلوا جميعًا بشكل جيد. أخرج فيلمًا ثلاثي الأبعاد في عام 2015 بعنوان بيكسلز والذي لم يُستقبل جيدًا.
كولومبوس هو المؤسس الشريك لـ 1492 بيكتشرز، وهي شركة لإنتاج الأفلام والتي أنتجت بعضًا من أفلامه منذ عام 1995. شارك في تأسيس شركة إنتاج أخرى في الآونة الأخيرة مع ابنته في عام 2014، تُسمى مادين فوياج بيكتشرز. أسس استوديوهات زاغ أنيميشن في عام 2017، إلى جانب مايكل بارناتان وحاييم سابان وجيريمي زاغ.

## النشأة
وُلد كولومبوس في سبانغلر، بنسلفانيا وتربى في تشامبيون، أوهايو، الطفل الوحيد لماري إيرين (لقبها قبل الزواج: بوسكار)، عاملة في مصنع، وأليكس مايكل كولومبوس، عامل في مصنع للألمنيوم وعامل في منجم للفحم. هو من أصل إيطالي وتشيكي. استمتع برسم القصص المصورة في طفولته وبدأ في إنتاج أفلام بحجم 8 مم في المدرسة الثانوية.
واصل دراسته في مدرسة السينما بجامعة نيويورك في مدرسة تيش العليا للفنون، بعد تخرجه من مدرسة جون إف كينيدي الثانوية في وارن، أوهايو، حيث كان زميل دراسة لكاتب السيناريو تشارلي كوفمان وأليك بالدوين. على الرغم من حصوله على منحة دراسية، إلا أنه نسي تجديدها وأُجبر على شغل وظيفة في مصنع لدفع تكاليف الدراسة. عمل سرًا أثناء ورديات العمل على سيناريو من 20 صفحة، والذي استخدمه أحد أساتذته فيما بعد لمساعدته في الحصول على وكيل. صرح كولومبوس الآن أن التجربة »أنقذت حياتي «وكان قادرًا على الاعتراف قائلًا »الحقيقة المرعبة التي واجهتها هي العيش والعمل في هذا المصنع لبقية حياتي في تلك المدينة إذا لم أقم بذلك«.

## الحياة المهنية السينمائية

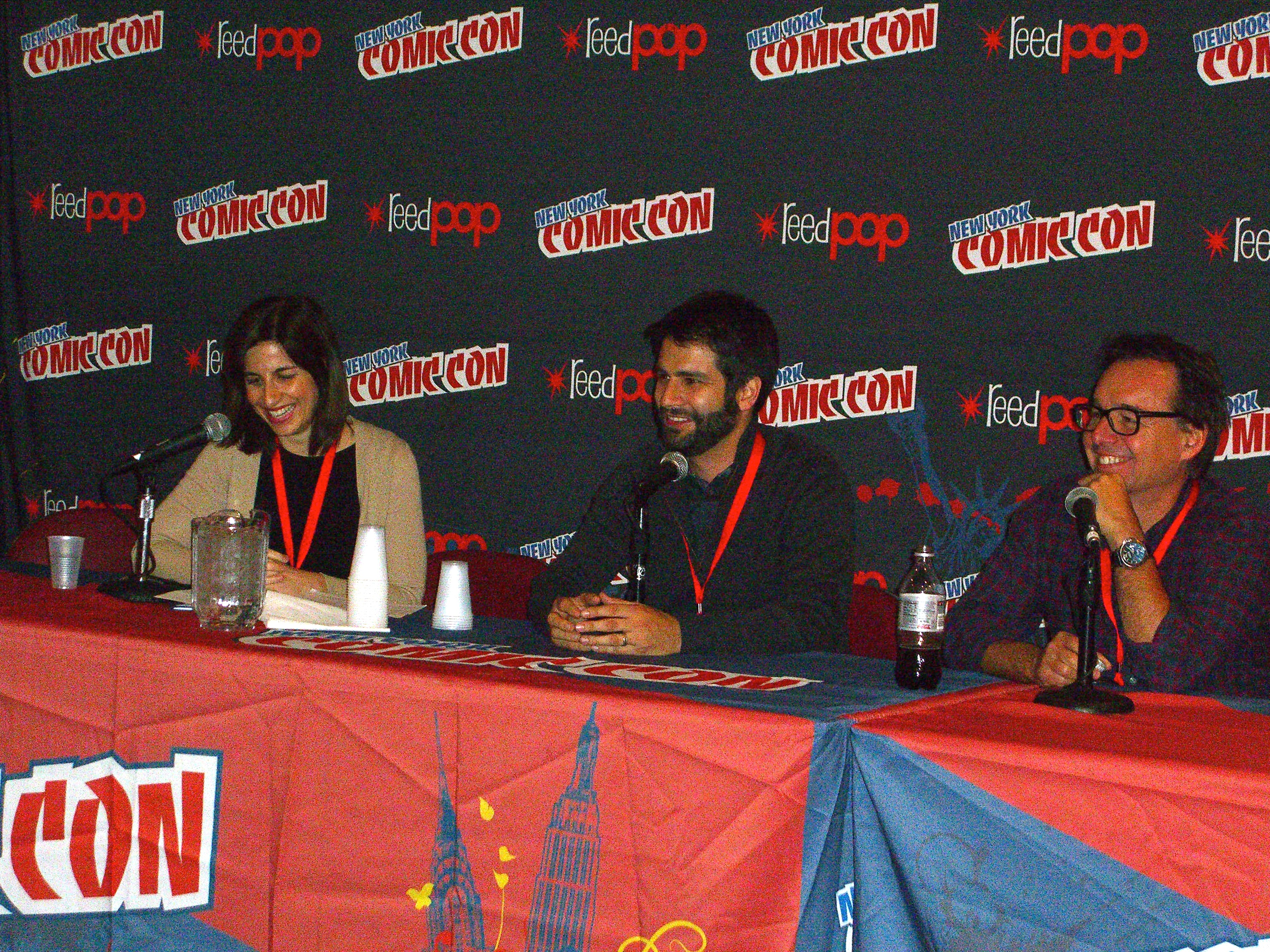
نيد فزيني و كولومبوس في نيويورك كوميك كون كوميك كون ، 2012

### 1984 - 1990: النجاح المبكر
بدأت حياة كولومبوس المهنية في أوائل الثمانينيات من القرن الماضي، ككاتب سيناريو لفيلم المتهور (1984). صرح كولومبوس لاحقًا، »لم يكن هذا أفضل أعمالي. أردته يُشبه السيرة الذاتية ... وكان الفيلم مبنيًا على محاولاتي للتحرر. لكن المخرج حوّله إلى دراما جنسية مراهقة خرقاء وكانت التجربة مُهينة للغاية«. ألف كولومبوس سيناريو جديدًا أثناء سكنه في شقة علوية، وهو فيلم رعب كوميدي بعنوان جريملينز (1984). تلقى مكالمة هاتفية من ستيفن سبيلبرغ الذي أعرب عن اهتمامه بشراء السيناريو، في أواخر عام 1981. حقق الفيلم نجاحًا كبيرًا، عند الإصدار. انتقل كولومبوس بعدها إلى لوس أنجلوس للعمل مع سبيلبرغ في شركة أمبلين إنترتاينمنت، كتب المزيد من السيناريوهات بما في ذلك الجونيس (1985) وشيرلوك هولمز الصغير (1985).

## الحياة الشخصية
تزوج كولومبوس من مدربة الرقص مونيكا ديفيروكس في عام 1983. أنجبا أربعة أطفال هم إليانور وفيوليت وبريندان وإيزابيلا. تُقيم الأسرة في سان فرانسيسكو. أيد كولومبوس المرشحة الديمقراطية هيلاري كلينتون في انتخابات الرئاسة الأمريكية عام 2016. وهو أيضًا شريك في أوشن بلو إنترتينمينت، وهي شركة للمحتوى الإبداعي ترُكز على إنتاج الأفلام.